# Petinha-do-mato
Petinha-do-mato (Anthus caffer) é uma espécie de ave da família Motacillidae.
Pode ser encontrada nos seguintes países: Angola, Botswana, Etiópia, Quénia, Malawi, Moçambique, África do Sul, Essuatíni, Tanzânia, Zâmbia e Zimbabwe.
Os seus habitats naturais são: florestas secas tropicais ou subtropicais e savanas áridas.